# قمة مجموعة العشرين بوينس آيرس 2018
قمة مجموعة العشرين بوينس آيرس 2018 (بالإنجليزية: 2018 G20 Buenos Aires summit) هي الاجتماع الثاني عشر لمجموعة العشرين (G20). التي انعقدت من 30 نوفمبر- 1 ديسمبر 2018 في مدينة بوينس آيرس (الأرجنتين). وكانت هذه أول قمة لمجموعة العشرين تستضيفها أمريكا الجنوبية.

## القادة المشاركون[ا]

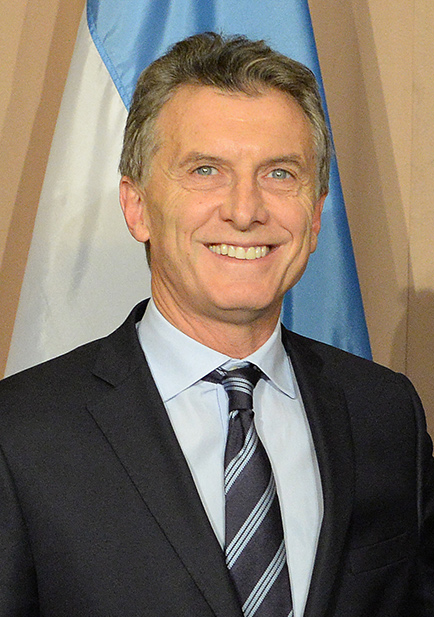
الأرجنتين ماوريسيو ماكري، رئيس (مضيف)
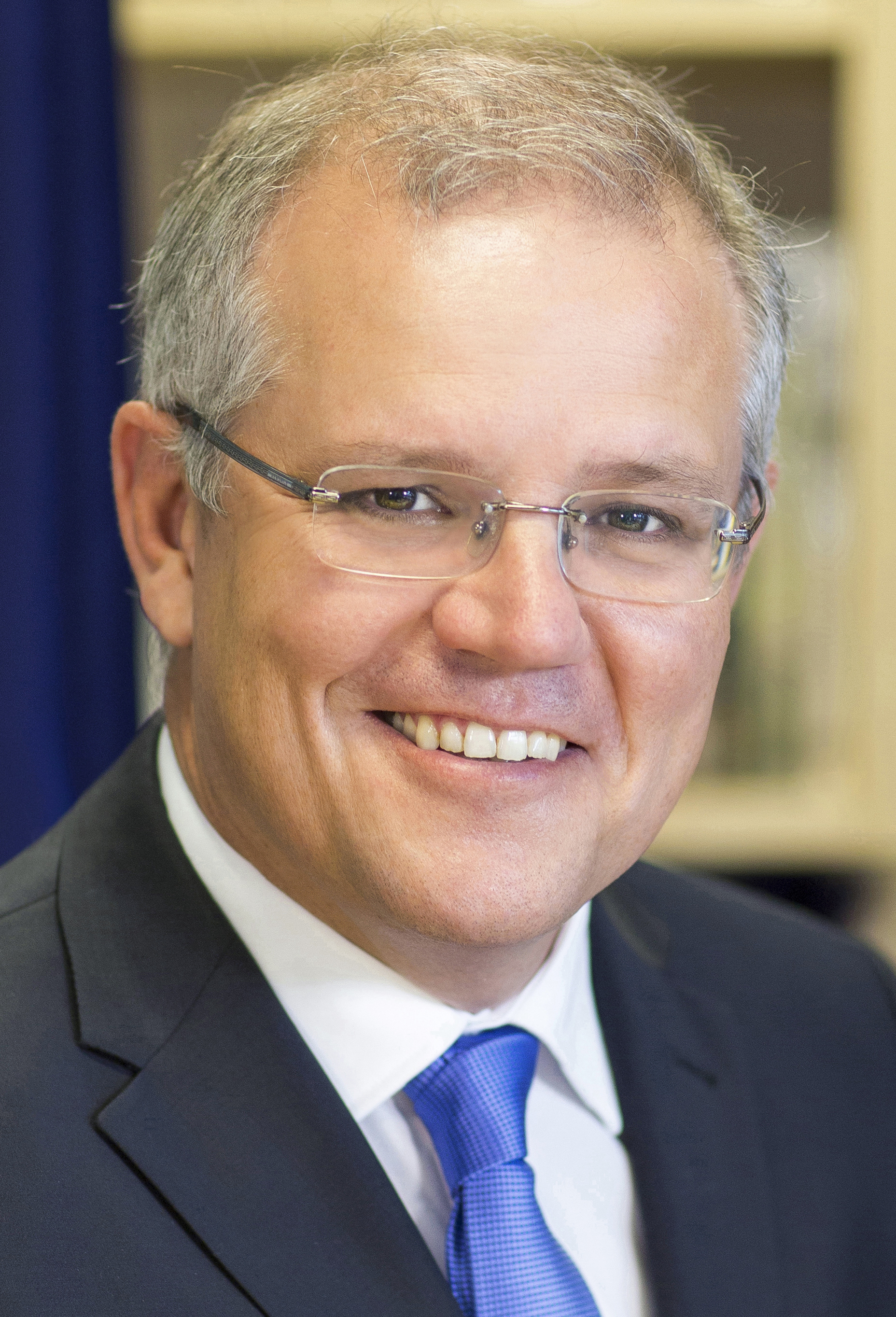
أستراليا سكوت موريسون، رئيس وزراء
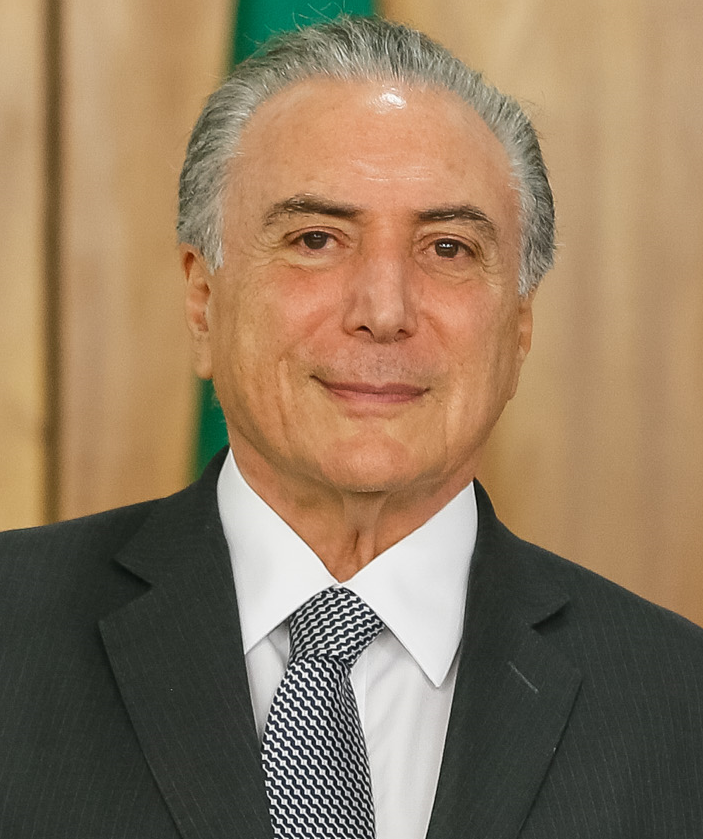
البرازيل ميشال تامر، رئيس
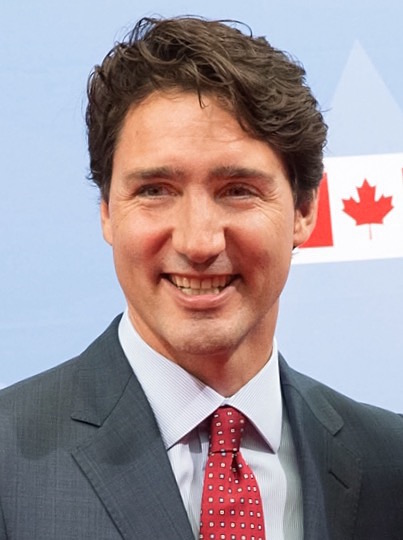
كندا جاستن ترودو، رئيس وزراء
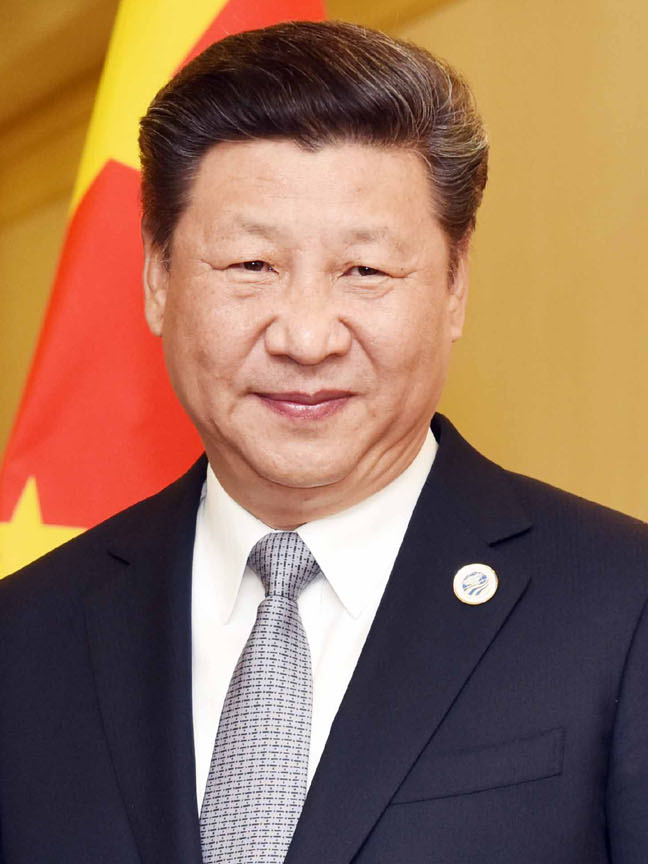
الصين شي جين بينغ، رئيس
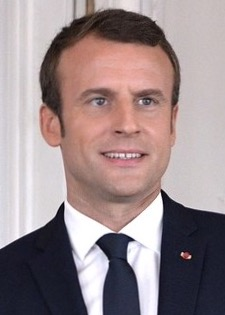
فرنسا إيمانويل ماكرون، رئيس
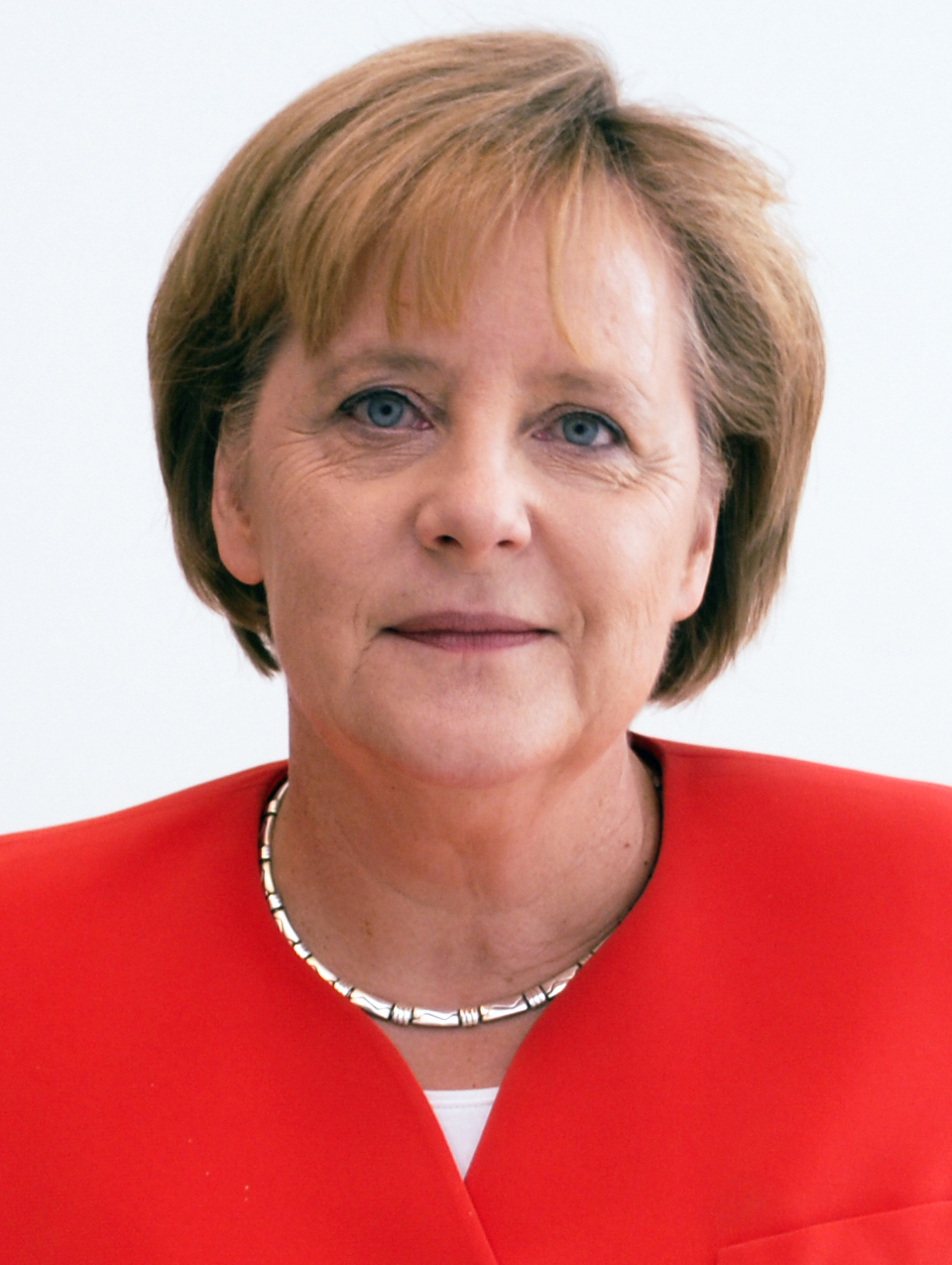
ألمانيا أنغيلا ميركل، مستشار
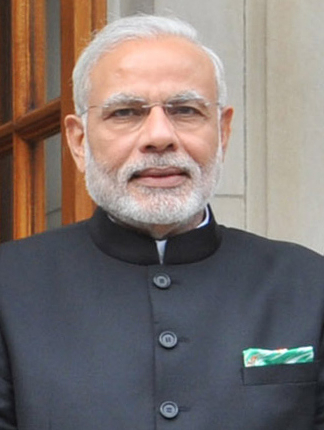
الهند ناريندرا مودي، رئيس وزراء
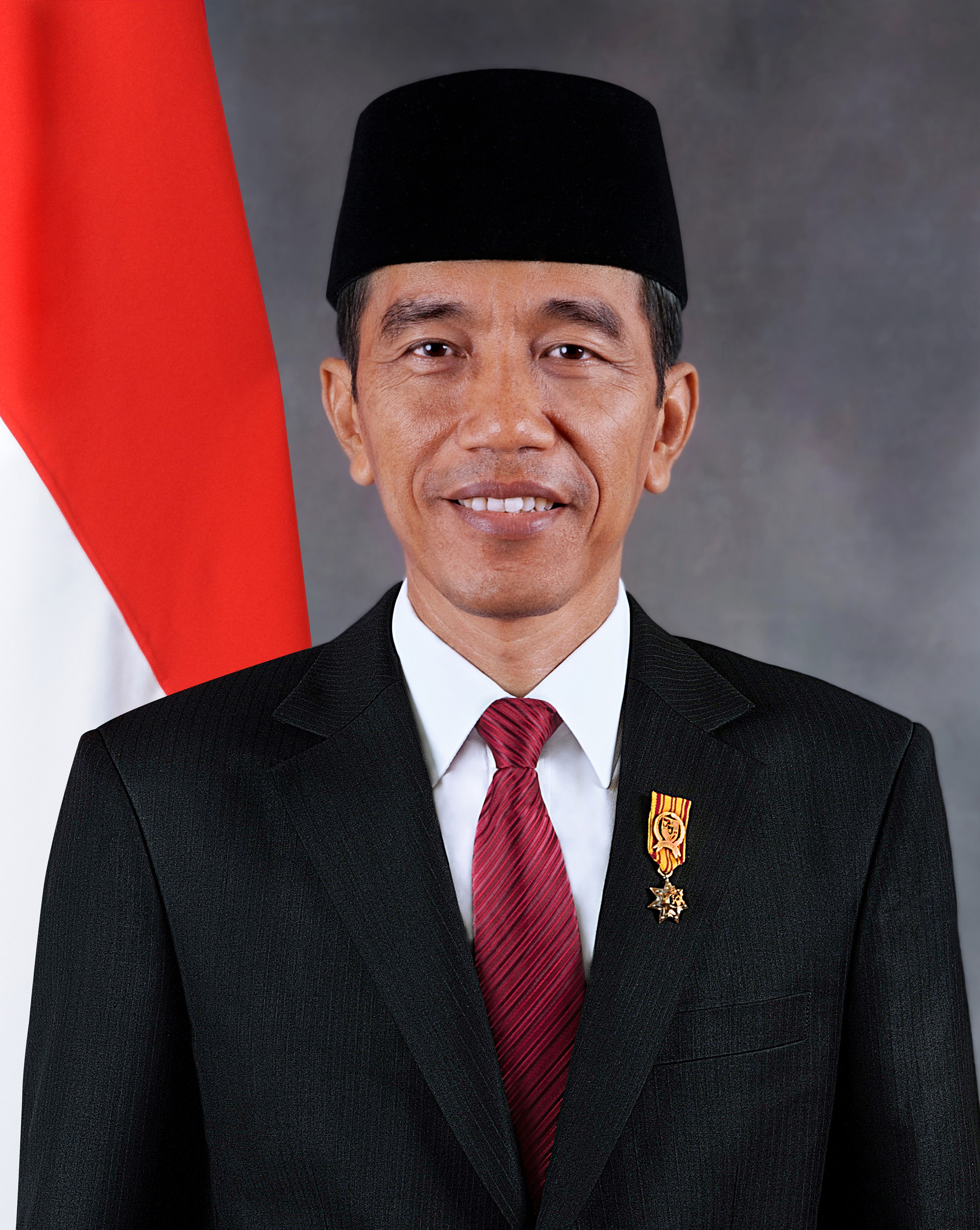
إندونيسيا جوكو ويدودو، رئيس
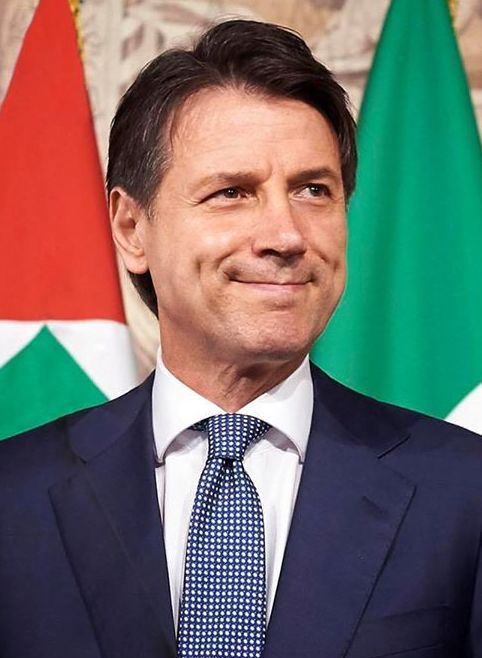
إيطاليا جوزيبي كونتي، رئيس وزراء
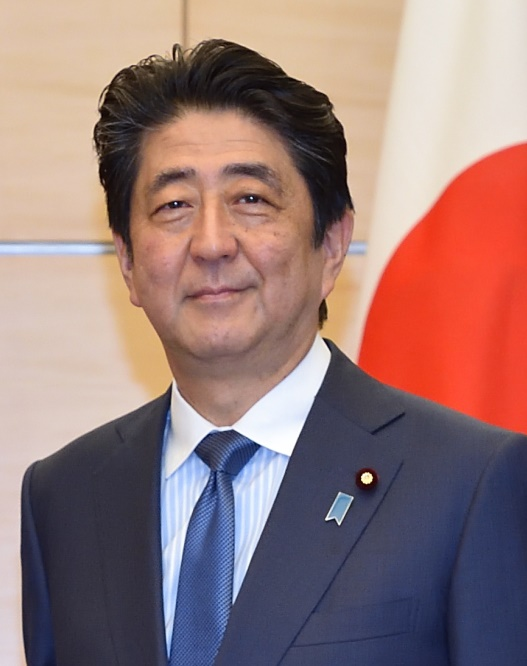
اليابان شينزو آبي، رئيس وزراء
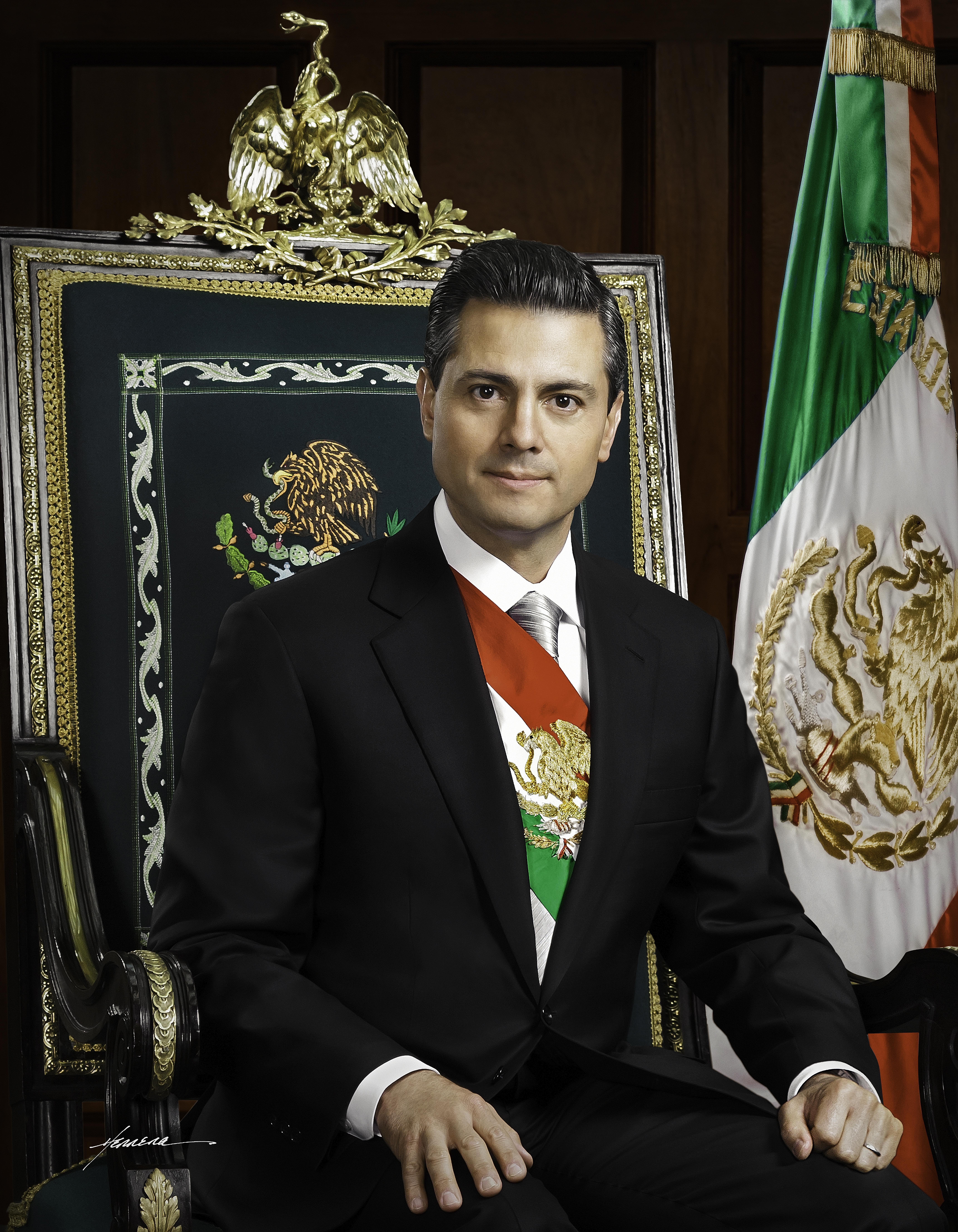
المكسيك إنريكه بينيا نييتو رئيس
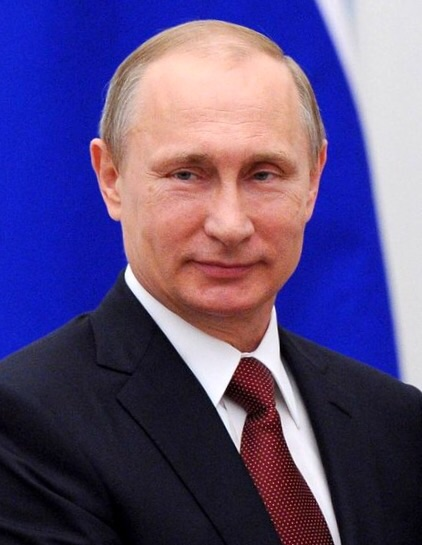
روسيا فلاديمير بوتين، رئيس
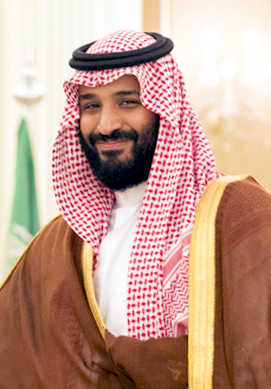
السعودية محمد بن سلمان آل سعود، ولي العهد
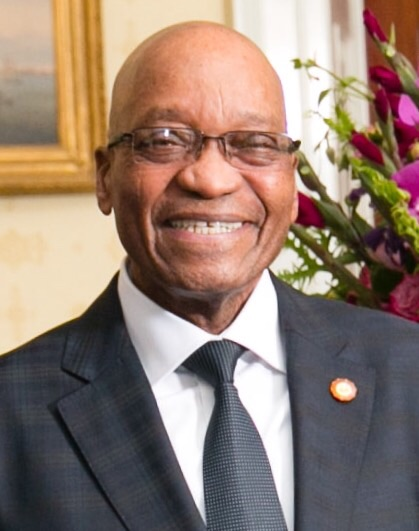
جنوب إفريقيا جاكوب زوما، رئيس
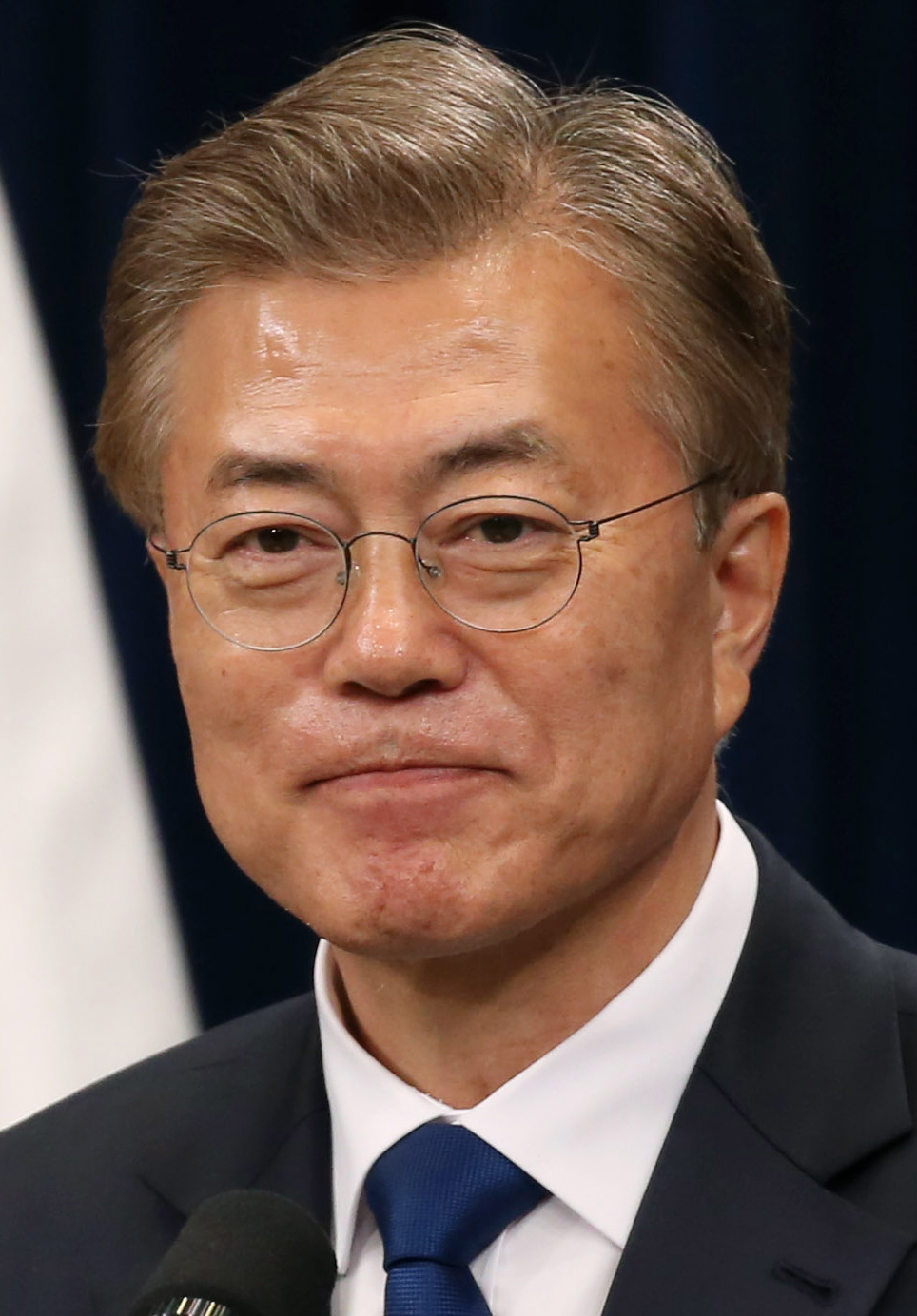
كوريا الجنوبية مون جاي إن، رئيس
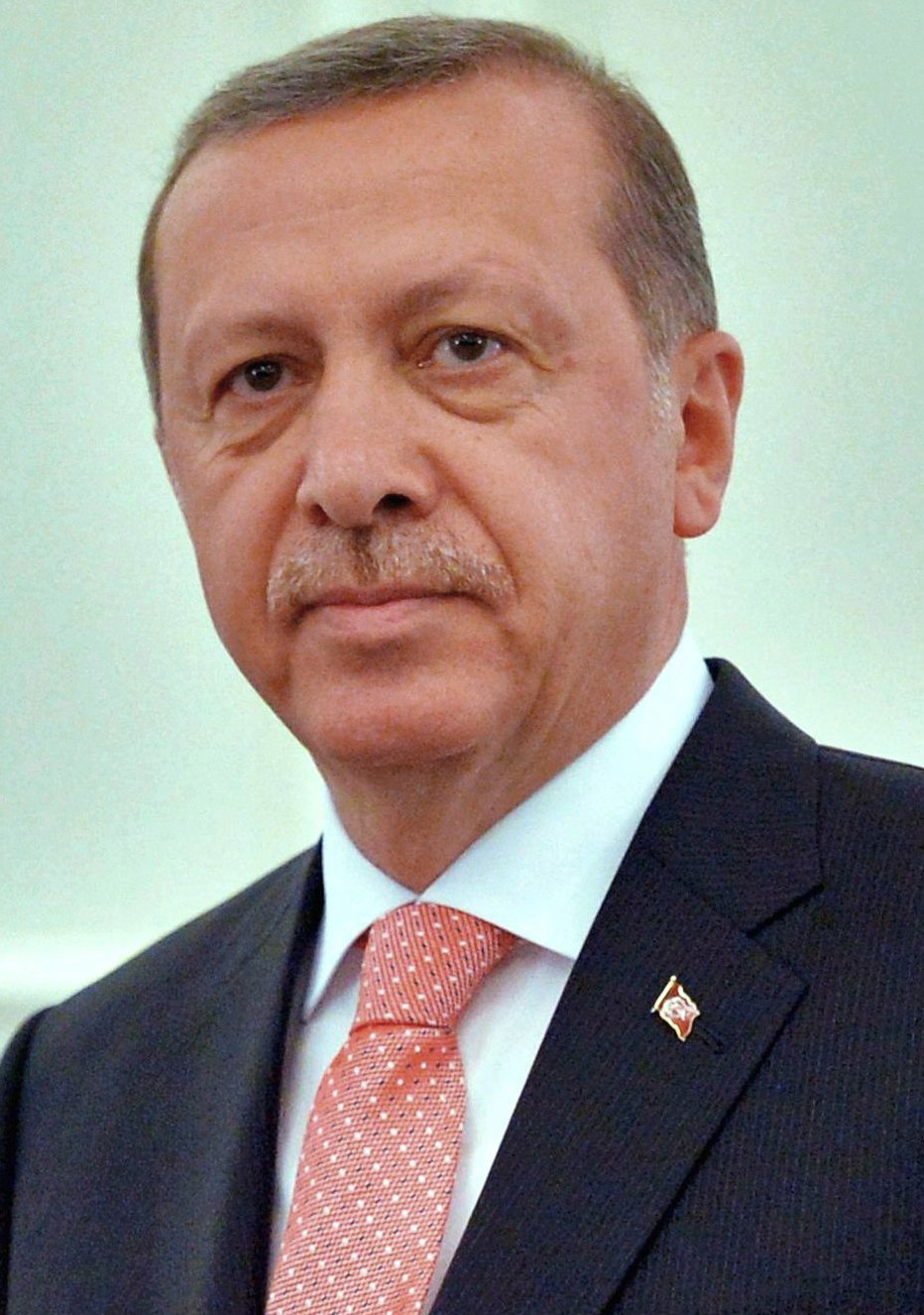
تركيا رجب طيب أردوغان، رئيس
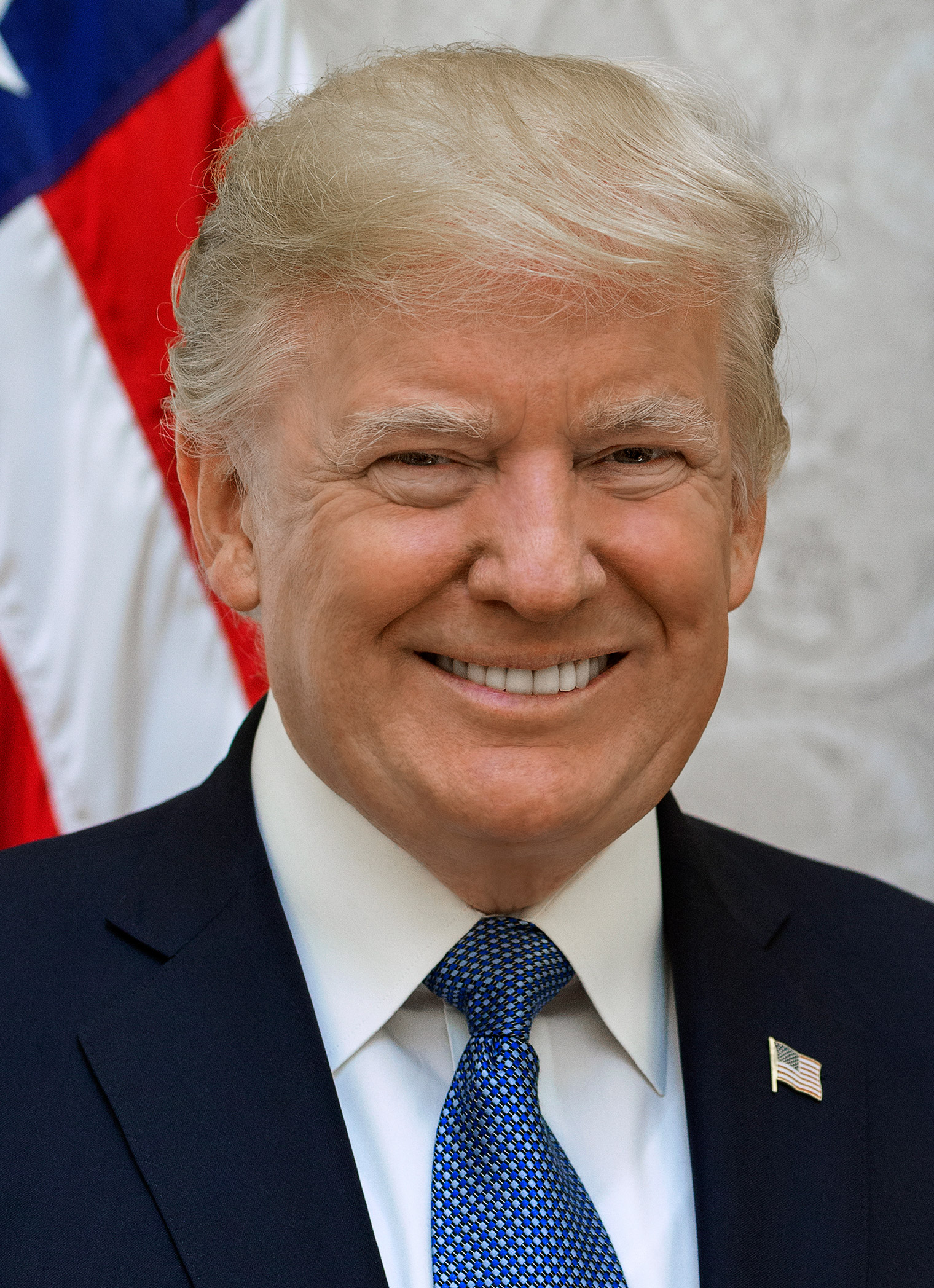
الولايات المتحدة دونالد ترامب، رئيس
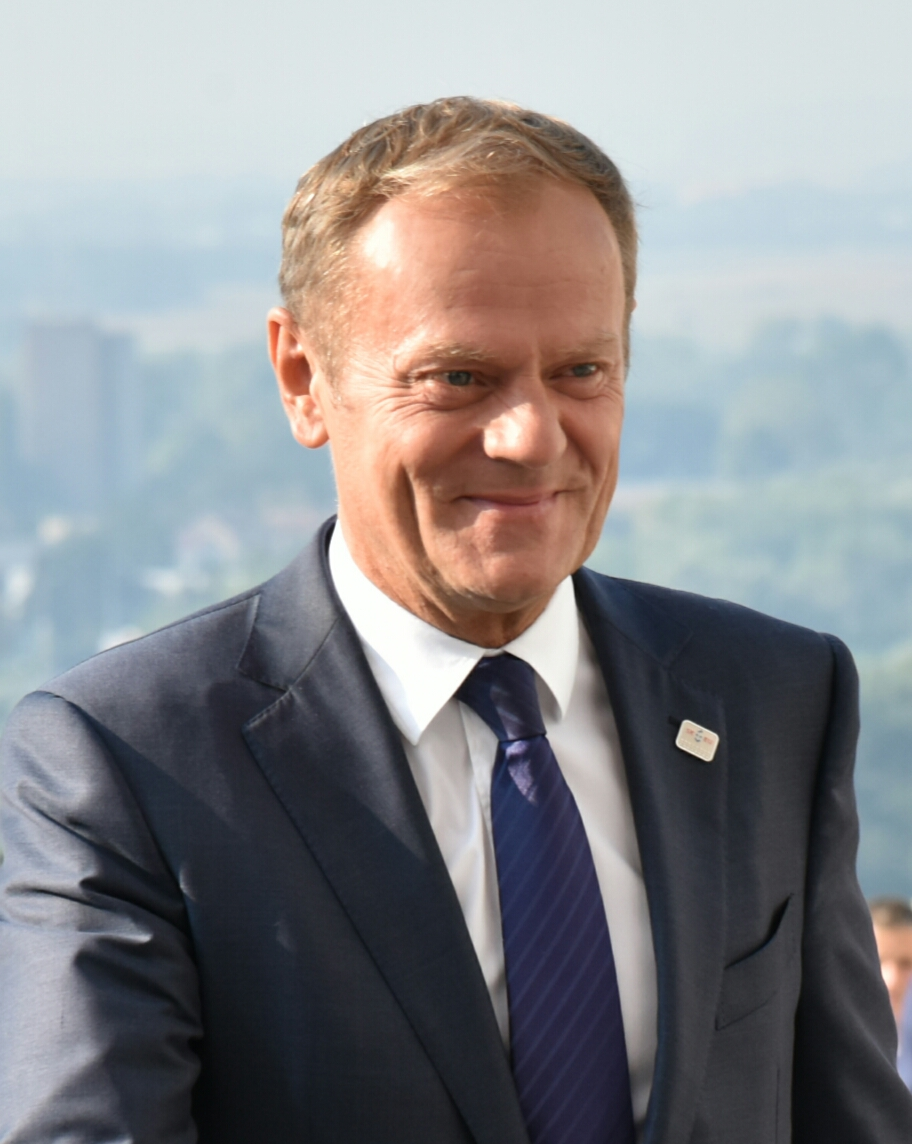
الاتحاد الأوروبي دونالد توسك، رئيس المجلس الأوروبي
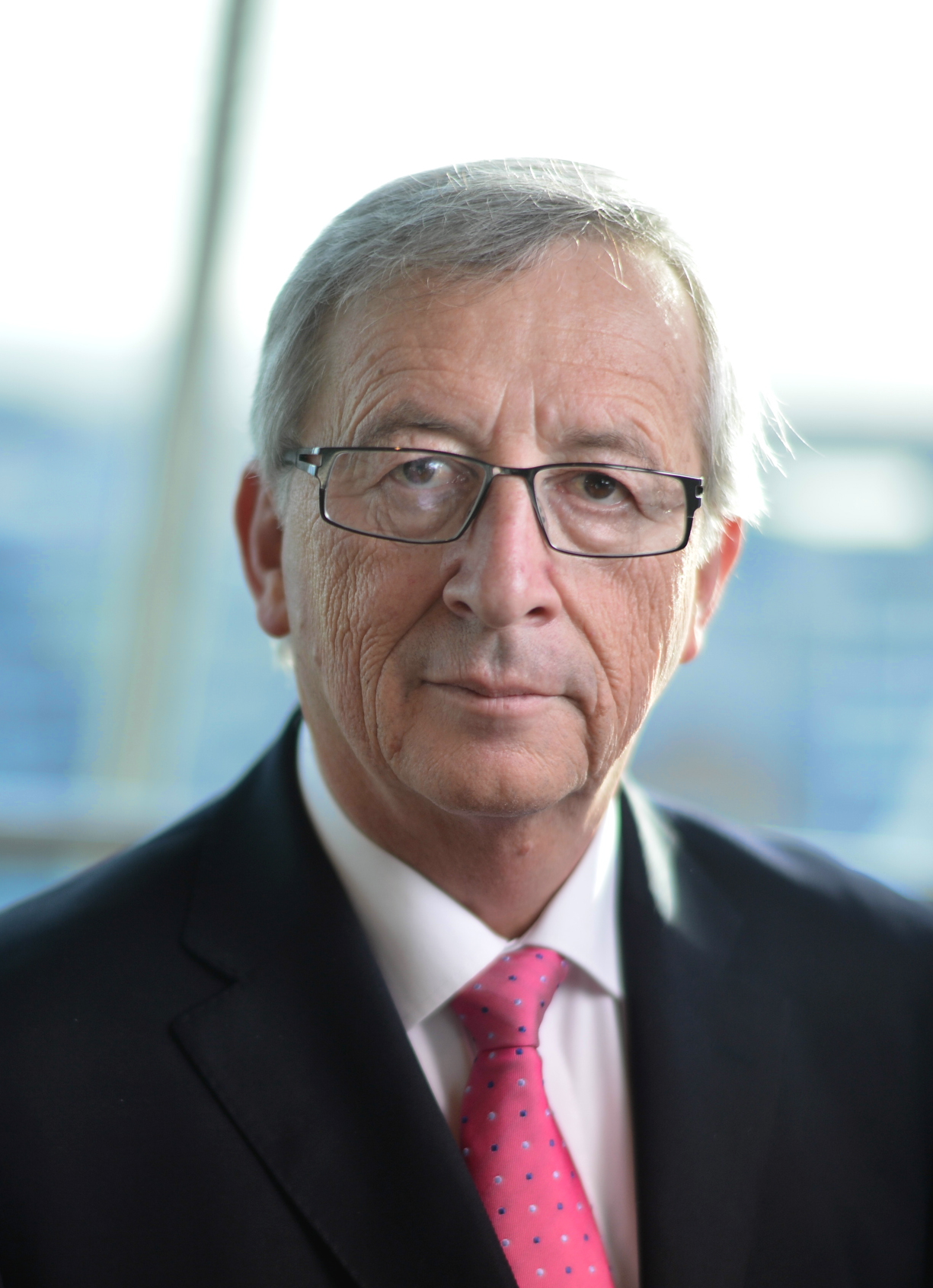
الاتحاد الأوروبي جان كلود يونكر،

### الضيوف المدعوين

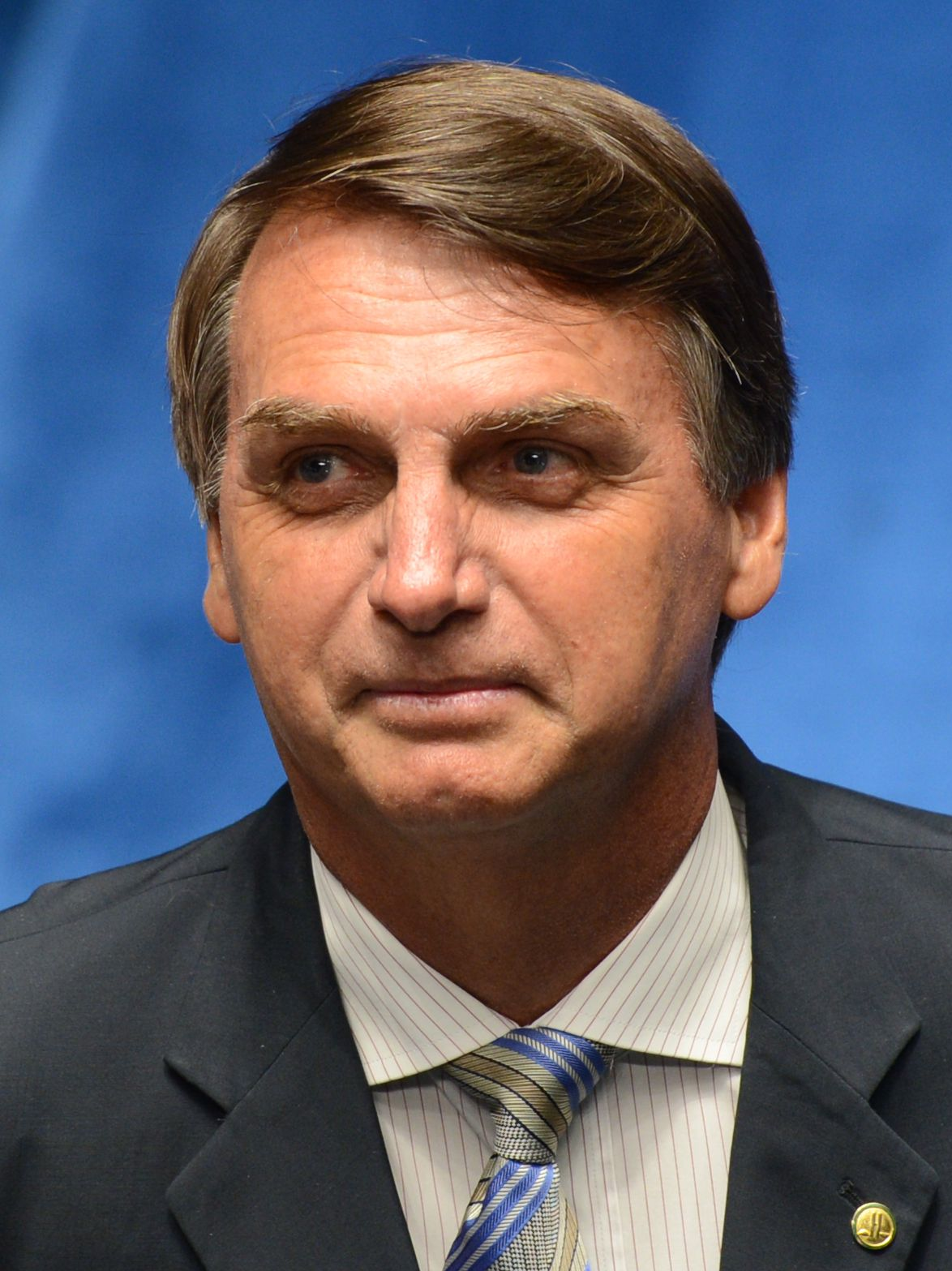
البرازيل جايير بولسونارو، الرئيس، ضيف مدعو
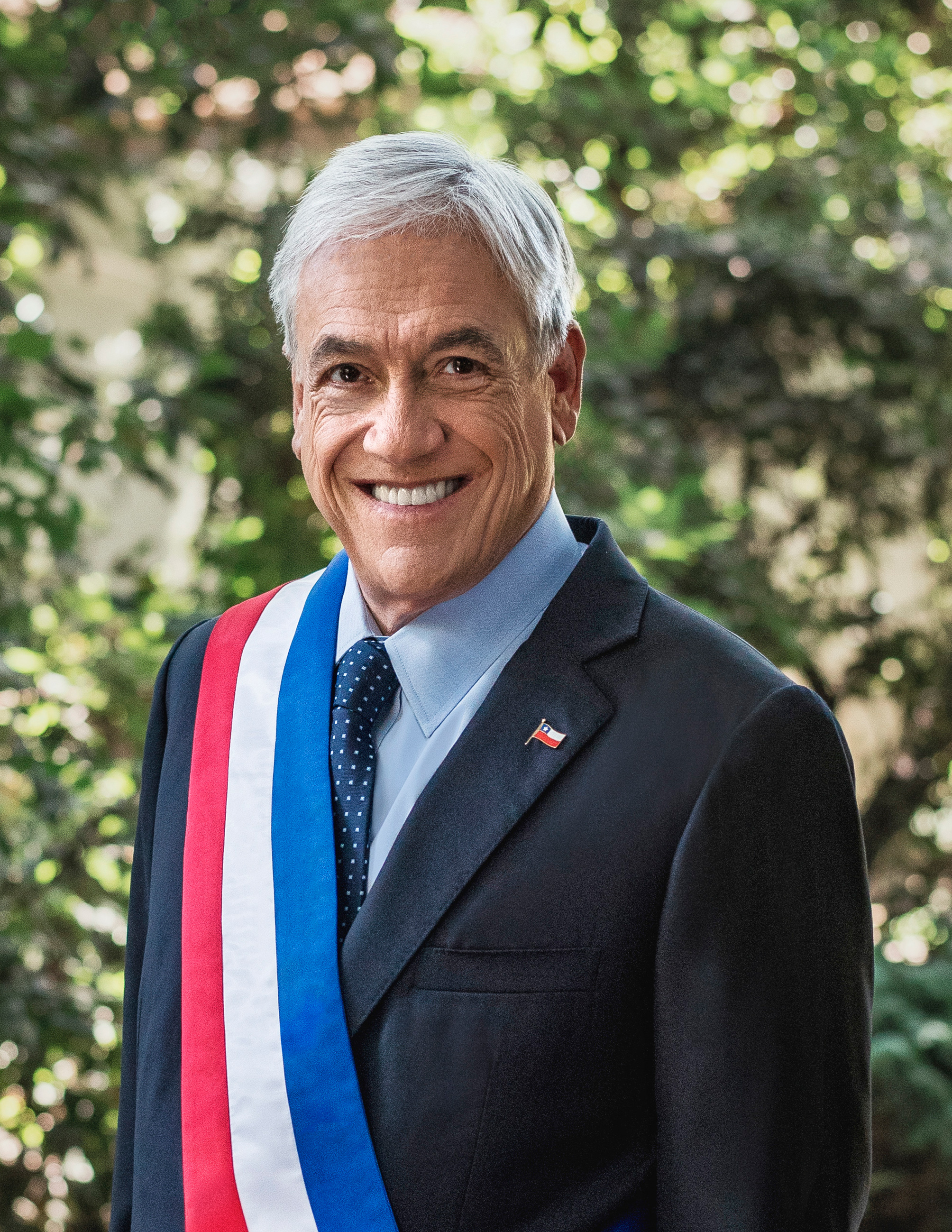
تشيلي سبستيان بنييرا، الرئيس، ضيف مدعو
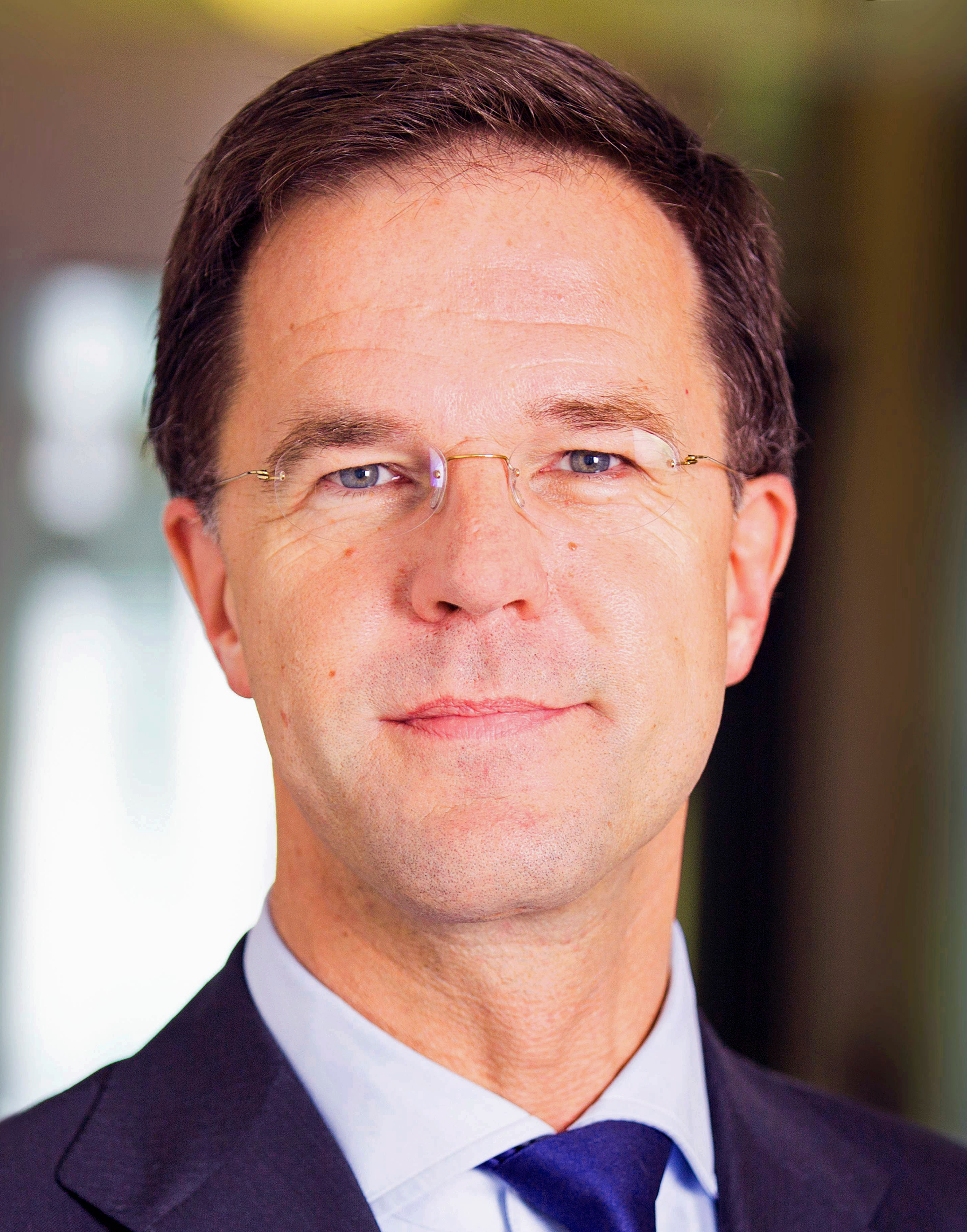
هولندا مارك روته، رئيس الوزراء، ضيف مدعو
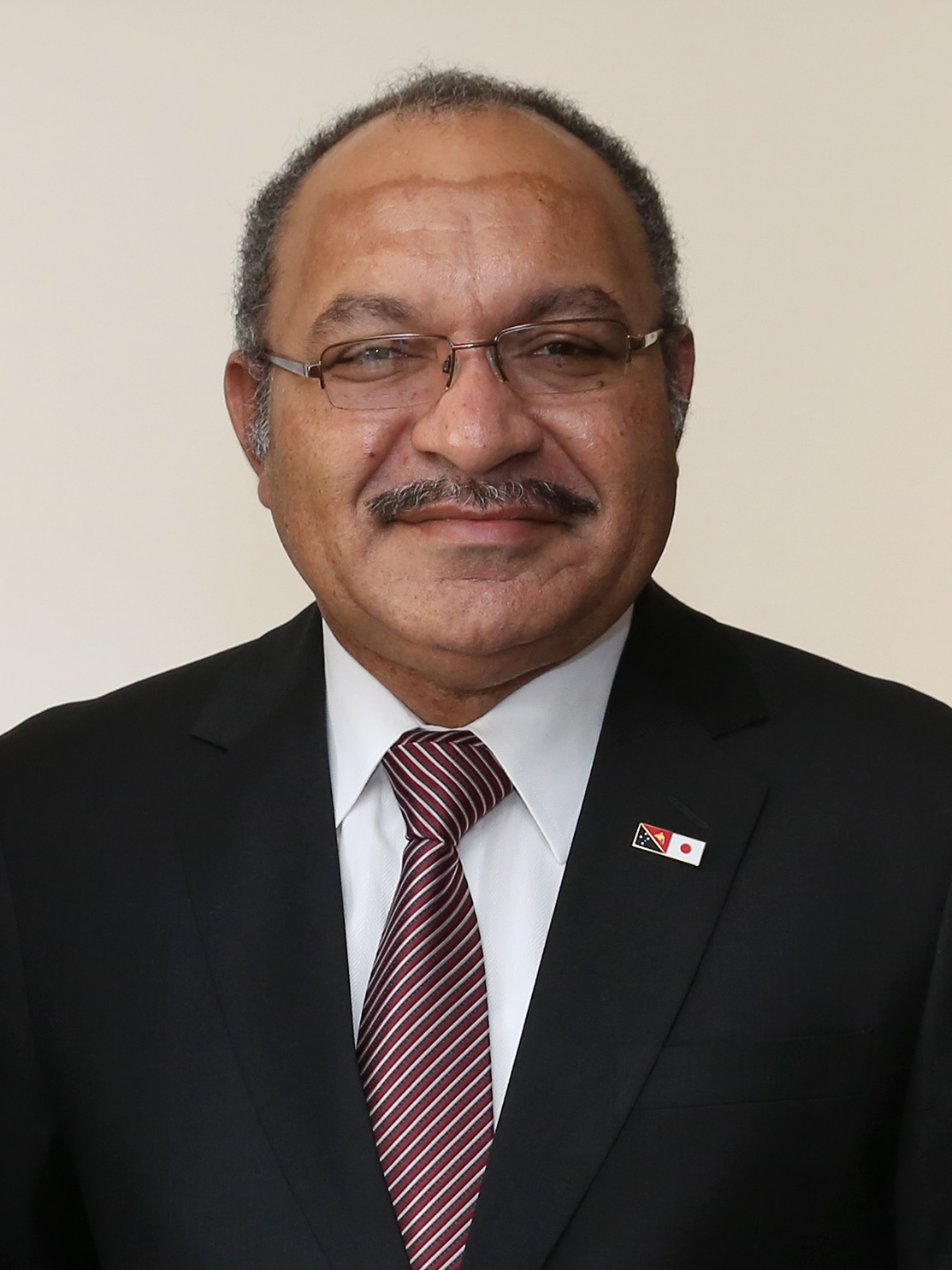
بابوا غينيا الجديدة بيتر أونييل، رئيس الوزراء، مستضيف منتدى التعاون الاقتصادي لدول آسيا والمحيط الهادئ 2018
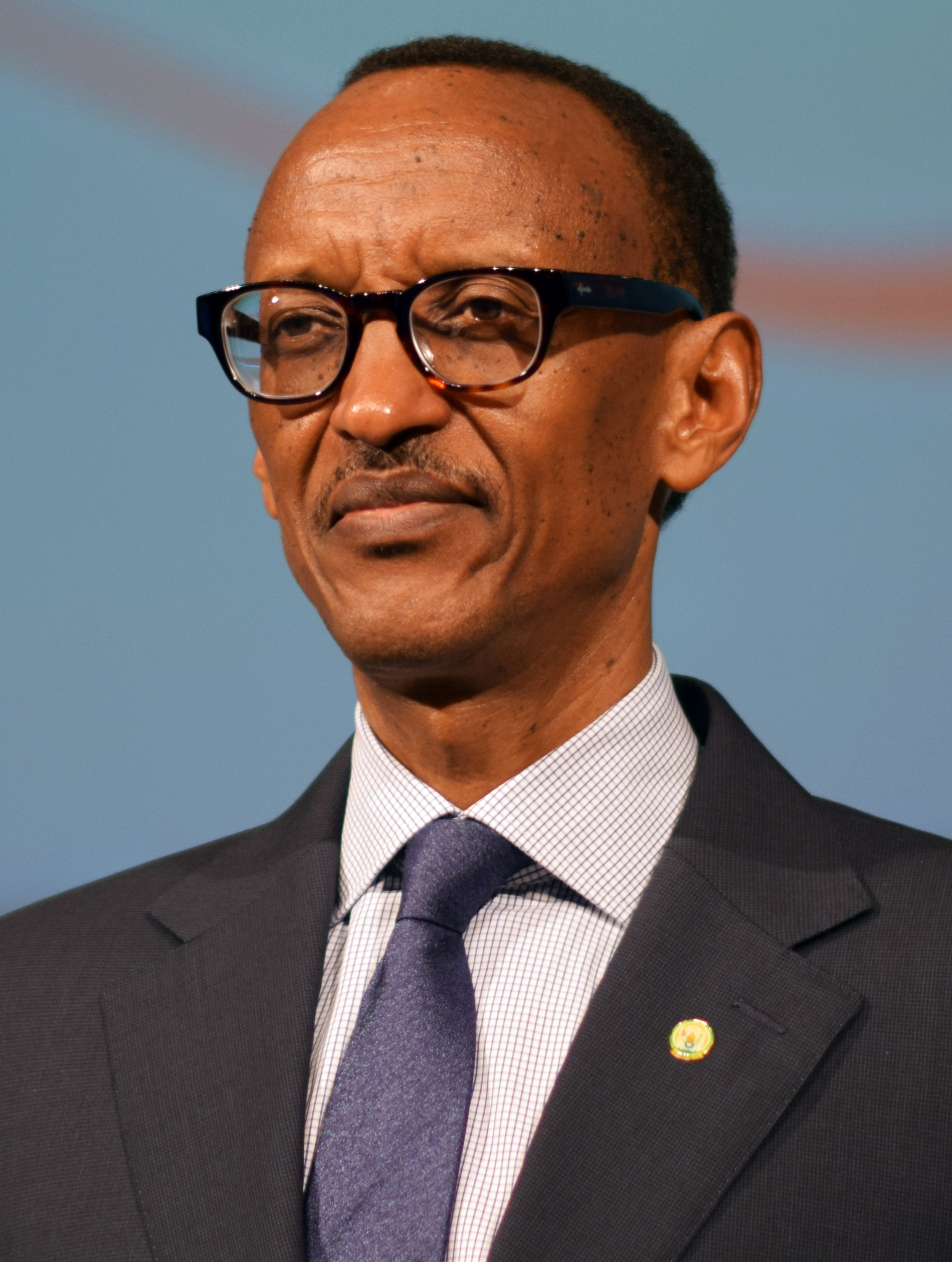
رواندا بول كاغامه، الرئيس، رئيس الاتحاد الأفريقي
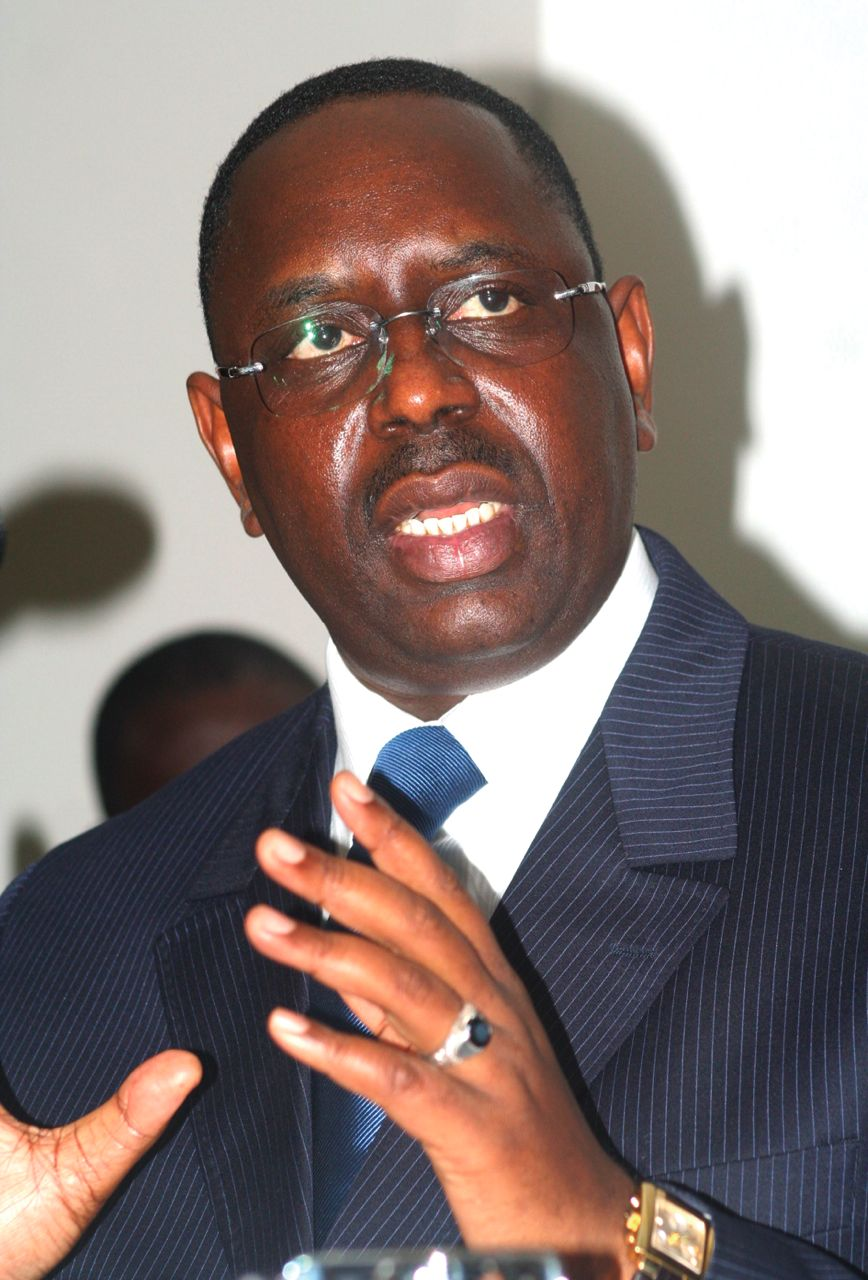
السنغال ماكي سال، الرئيس رئيس شراكة جديدة لتنمية أفريقيا 2018
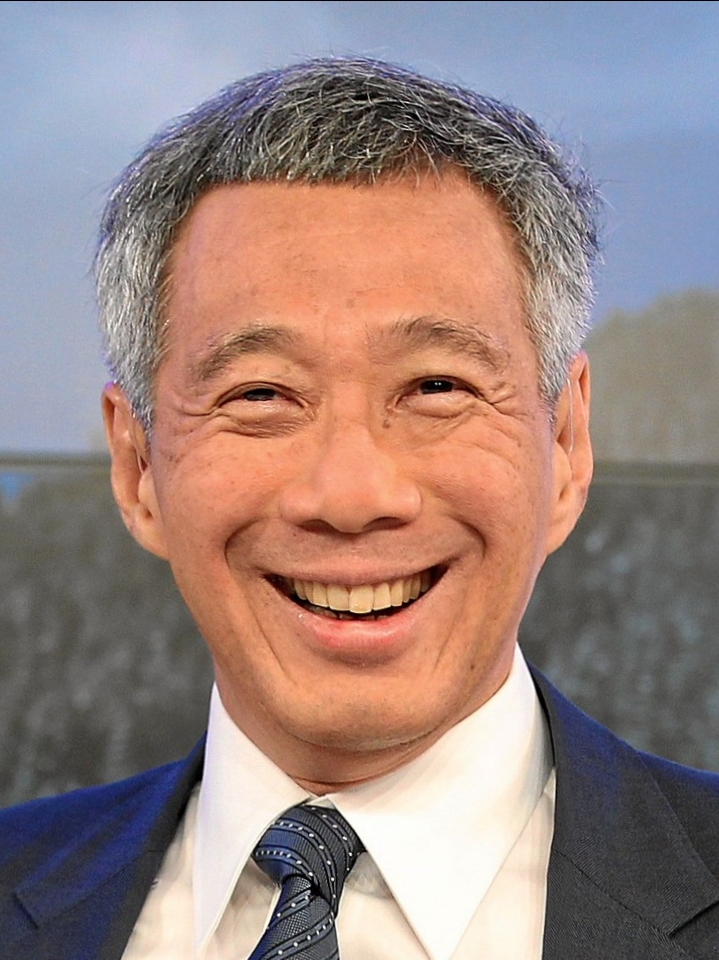
سنغافورة لي هسين لونغ، رئيس الوزراء، رئيس أسيان
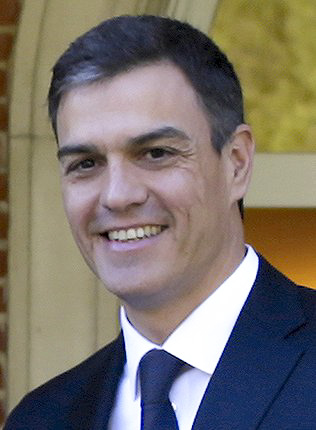
إسبانيا بيدرو سانشيز، رئيس الوزراء

بصفتها الدولة المضيفة، دعت الأرجنتين دولًا وضيوفًا إضافية ومنظمات دولية وفقًا لتقديرها للمشاركة في اجتماعات مجموعة العِشرين. البلدان التي دعتها الأرجنتين هي تشيلي وهولندا كما دعت بعض المنظمات الدولية بما في ذلكَ مجموعة الكاريبي (ممثلة بجامايكا)، ومصرف التنمية للبلدان الأمريكية، ومصرف التنمية لأمريكا اللاتينية.

## جدول الأعمال
طرحت مجموعة العشرين في الأرجنتين ثلاث أولويات من جدول الأعمال لحوار مجموعة العشرين في عام 2018: مستقبل العمل، البنية التحتية للتنمية ثمّ المستقبل الغذائي المستدام فيمَا أكّدت عدد منَ الدول المشاركة تركيزَها على تنظيم العملات المشفرة في هذا الاجتماع.

## القمة المُضادة
نظمت الرئيسة الأرجنتينية السابقة كريستينا فيرنانديز دي كيرشنر قمة مضادة ، أطلقت عليها المنتدى العالمي الأول للتفكير النقدي، وقد حضرته شخصيات شعبية أخرى مثل الرئيسة البرازيلية ديلما روسيف، ونائب الرئيس البوليفي ألفارو غارسيا لينيرا، ورئيس أوروجواي خوسيه موخيكا، والرئيس الكولومبي ارنستو سامبر والناشطة في مجال حقوق الإنسان أستيلا دي كاروتو وغيرهم.

## وصلات خارجية
- الموقع الرئيسي للقمة